# فرانك بيرد (لاعب غولف)
فرانك بيرد (بالإنجليزية: Frank Beard)‏ هو لاعب غولف أمريكي، ولد في 1 مايو 1939 في دالاس في الولايات المتحدة.

## وصلات خارجية
- فرانك بيرد على موقع رابطة لاعبي الغولف المحترفين (الإنجليزية)